# All American Red Heads
All American Red Heads è la prima squadra professionistica statunitense di pallacanestro femminile, esistita dal 1936 al 1986. Nel 2012 è stata inserita fra i membri del Naismith Memorial Basketball Hall of Fame.

## Storia
Fondata a Cassville in Missouri per volontà di Connie Mack "Ole" Olson (ex cestista), la squadra delle All American Red Heads giocava anche contro formazioni di soli uomini adottando le regole della pallacanestro maschile, e dedicandosi spesso a incontri di esibizione sullo stile degli Harlem Globetrotters.
Nel corso della propria storia le Red Heads disputarono fino a 200 partite l'anno, dal Madison Square Garden al Chicago Stadium, fino al Canada e alle Filippine, oltre che in piccoli territori rurali degli Stati Uniti.
Nei primi 16 anni disputarono circa 7.000 incontri, e gli spettatori totali furono circa 4 milioni. Intento della squadra era quello di dimostrare l'uguaglianza, sul piano sportivo e sociale, tra uomini e donne. Fino al 1955 la sede rimase a Cassville; in quell'anno Olson vendette le Read Heads a Orwell Moore, che trasferì le Red Heads a Caraway in Arkansas.
La squadra si sciolse dopo 50 anni di esistenza, ma l'ultimo incontro ufficiale delle Red Heads venne giocato il 26 luglio 1996: si trattò di una partita di esibizione contro i Wal-Mart All Stars e l'Albert Payne Gymnasium.

## Galleria d'immagini

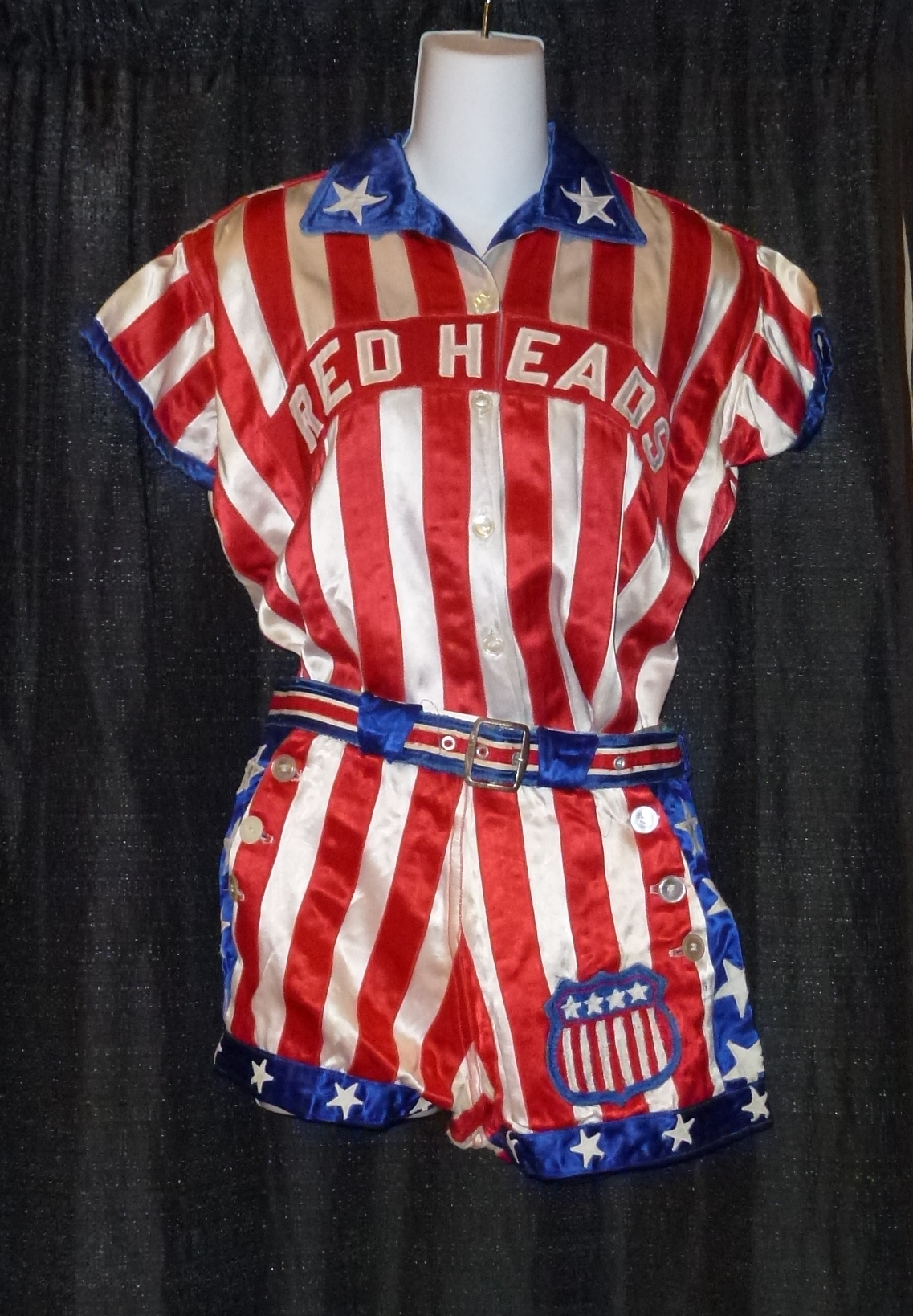
La divisa delle All American Red Heads
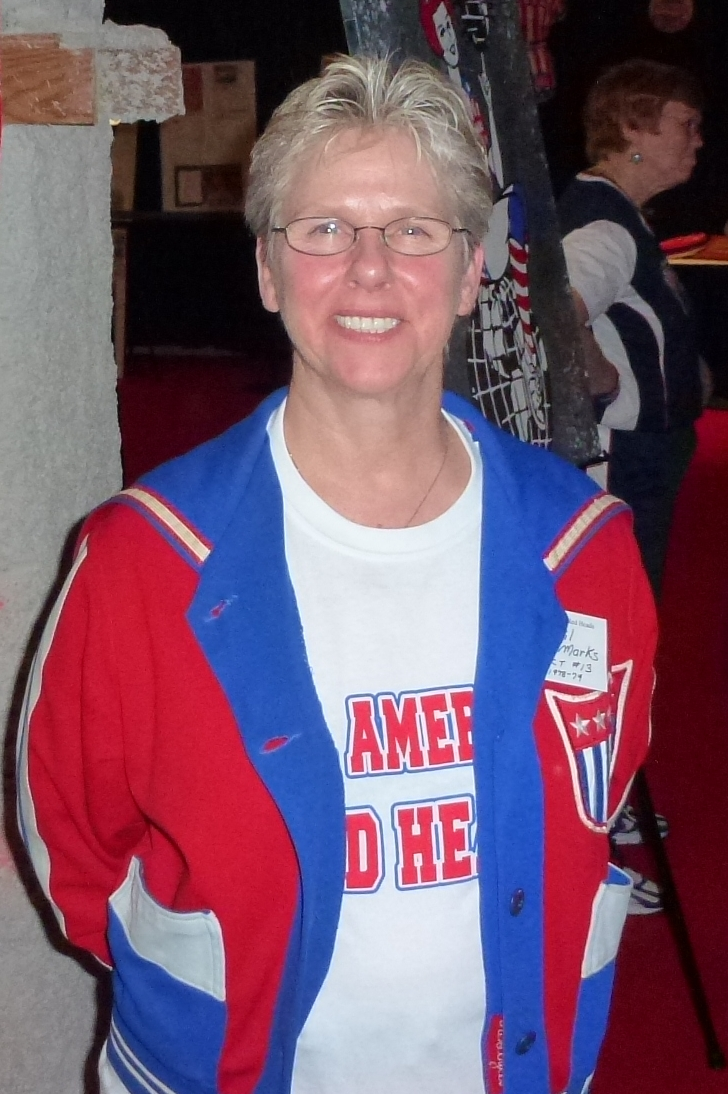
Gail Marks, giocatrice della squadra
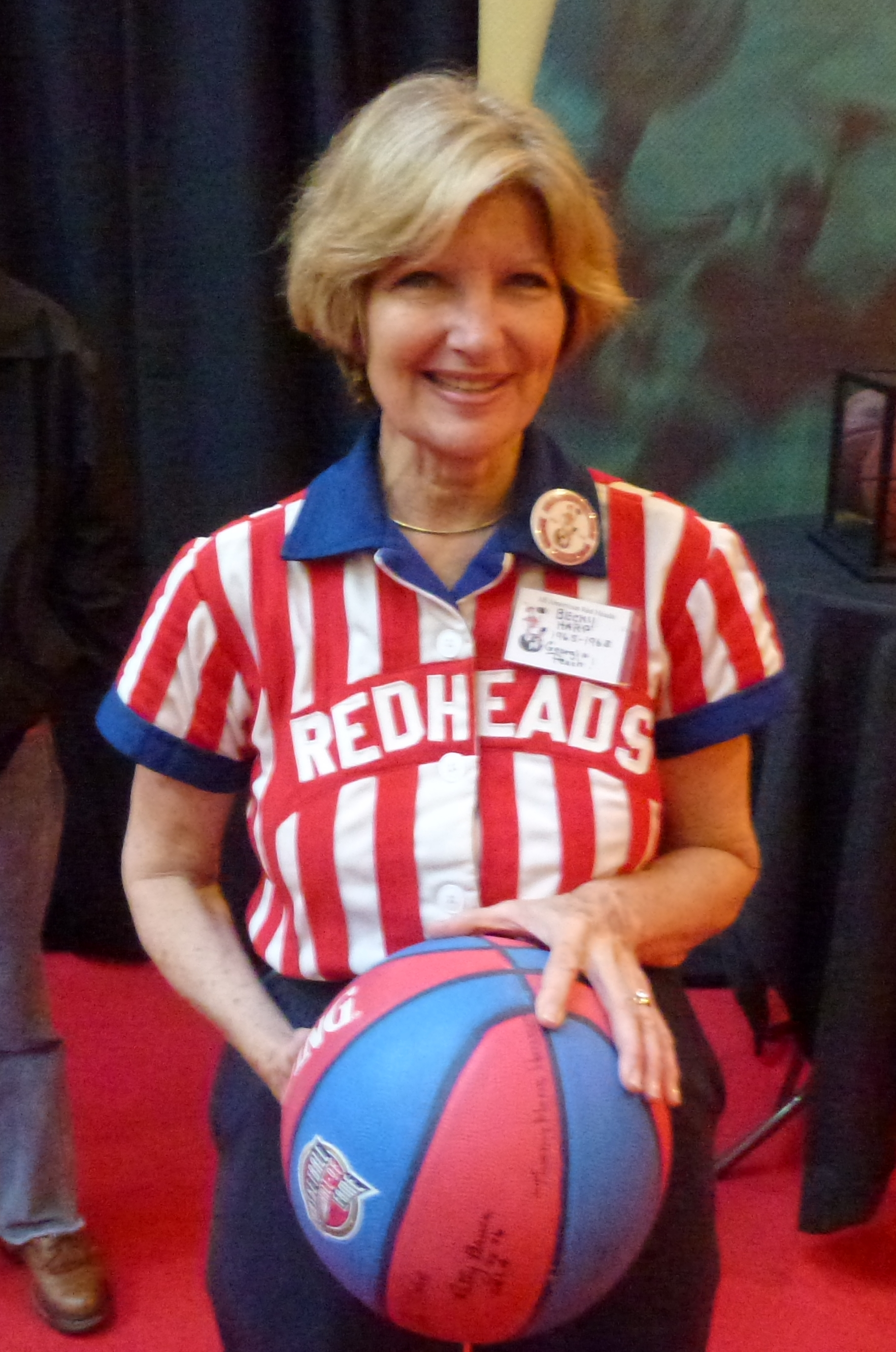
La ex giocatrice Becky Harp Pritchett